# Yeliseyev Rocks
Yeliseyev Rocks är en kulle i Antarktis. Den ligger i Östantarktis. Norge gör anspråk på området. Toppen på Yeliseyev Rocks är 2 299 meter över havet.
Terrängen runt Yeliseyev Rocks är kuperad åt nordväst, men åt sydost är den platt. Trakten är obefolkad. Det finns inga samhällen i närheten. 